# Nuoto alla XXX Universiade
Le competizioni di nuoto della XXX Universiade si sono svolte alla Piscina Felice Scandone di Napoli dal 4 al 10 luglio 2019.

## Podi

### Uomini
| Evento                          | Oro                                                              | Perform. | Argento                                                                          | Perform. | Bronzo                                                                      | Perform. |
| Stile libero                    |                                                                  |          |                                                                                  |          |                                                                             |          |
| 50 m (dettagli)                 | David Ross Cumberlidge                                           | 21"97    | Kosuke Matsui                                                                    | 22"26    | Daniil Marcov                                                               | 22"39    |
| 100 m (dettagli)                | Zachary Apple                                                    | 48"01    | Tate Jackson                                                                     | 48"29    | Marco Antonio Ferreira                                                      | 48"57    |
| 200 m (dettagli)                | Zachary Apple                                                    | 1'46"80  | Nikolay Snegirev                                                                 | 1'46"97  | Stefano Di Cola                                                             | 1'47"86  |
| 400 m (dettagli)                | Keisuke Yoshida                                                  | 3'49"48  | Matteo Ciampi                                                                    | 3'50"04  | Anton Nikitin                                                               | 3'50"41  |
| 800 m (dettagli)                | Anton Nikitin                                                    | 7'56"65  | Nicholas Norman                                                                  | 7'57"95  | Filip Zaborowski                                                            | 7'58"27  |
| 1500 m (dettagli)               | Victor Johansson                                                 | 15'01"76 | Alessio Occhipinti                                                               | 15'07"36 | Nicholas Norman                                                             | 15'09"29 |
| Dorso                           |                                                                  |          |                                                                                  |          |                                                                             |          |
| 50 m (dettagli)                 | Zane Waddel Justin Ress                                          | 24"48    | non assegnato                                                                    | -        | Grigorij Tarasevič                                                          | 24"94    |
| 100 m (dettagli)                | Grigorij Tarasevič                                               | 53"51    | Yohann N'Doye-Brouard                                                            | 53"80    | Justin Ress                                                                 | 53"81    |
| 200 m (dettagli)                | Austin Katz                                                      | 1'55"65  | Grigorij Tarasevič                                                               | 1'57"91  | Clark Beach                                                                 | 1'57"96  |
| Rana                            |                                                                  |          |                                                                                  |          |                                                                             |          |
| 50 m (dettagli)                 | Kirill Prigoda                                                   | 26"99    | Michael Houlie                                                                   | 27"19    | Ian Finnerty                                                                | 27"25    |
| 100 m (dettagli)                | Ian Finnerty                                                     | 59"49    | Kirill Prigoda                                                                   | 59"50    | Yuya Hinomoto                                                               | 59"72    |
| 200 m (dettagli)                | Kirill Prigoda                                                   | 2'08"88  | Ilia Khomenko                                                                    | 2'09"42  | Daniel Roy                                                                  | 2'09"63  |
| Delfino                         |                                                                  |          |                                                                                  |          |                                                                             |          |
| 50 m (dettagli)                 | William Yang                                                     | 23"32    | Yuya Tanaka                                                                      | 23"35    | Grigori Pekarski                                                            | 23"47    |
| 100 m (dettagli)                | Shinnosuke Ishikawa Egor Kuimov                                  | 52"05    | non assegnato                                                                    | -        | Coleman Stewart                                                             | 52"11    |
| 200 m (dettagli)                | Aleksandr Kudashev                                               | 1'55"63  | Nao Horomura                                                                     | 1'55"94  | Takumi Terada                                                               | 1'55"99  |
| Misti                           |                                                                  |          |                                                                                  |          |                                                                             |          |
| 200 m (dettagli)                | Juran Mizohata                                                   | 1'58"88  | Joe Litchfield                                                                   | 1'59"28  | Wang Hsing-hao                                                              | 1'59"87  |
| 400 m (dettagli)                | Yuki Ikari                                                       | 4'12"54  | Sean Grieshop                                                                    | 4'13"90  | Maxim Stupin                                                                | 4'15"37  |
| Staffette                       |                                                                  |          |                                                                                  |          |                                                                             |          |
| 4x100 m stile libero (dettagli) | Stati Uniti Zachary Apple Dean Farris Robert Howard Tate Jackson | 3'11"03  | Brasile Luiz Gustavo Borges Marco Antonio Ferreira Gabriel Ogawa Felipe de Souza | 3'15"27  | Italia Ivano Vendrame Alessandro Bori Davide Nardini Giovanni Izzo          | 3'15"91  |
| 4x200 m stile libero (dettagli) | Stati Uniti Dean Farris Grant House Trenton Julian Zachary Apple | 7'09"77  | Italia Mattia Zuin Matteo Ciampi Alessio Proietti Colonna Stefano Di Cola        | 7'10"43  | Australia Maxwell Carleton Ashton Brinkworth Brendon Smith Jacob Hansford   | 7'14"75  |
| 4x100 m misti (dettagli)        | Stati Uniti Justin Ress Ian Finnerty John Shebat Zachary Apple   | 3'33"02  | Russia Grigorij Tarasevič Kirill Prigoda Egor Kuimov Ivan Kuzmenko               | 3'33"72  | Brasile Gabriel Fantoni Pedro Cardona Iago Moussalem Marco Antonio Ferreira | 3'35"33  |

### Donne
| Evento                          | Oro | Perform. | Argento | Perform. | Bronzo | Perform. |
| Stile libero                    | |          | |          | |          |
| 50 m (dettagli)                 | Ky-Lee Perry | 25"08    | Jessica Felsner | 25"12    | Emily Barclay | 25"15    |
| 100 m (dettagli)                | Gabrielle De Loof | 54"76    | Lisa Höpink | 55"04    | Veronica Burchill | 55"05    |
| 200 m (dettagli)                | Gabrielle De Loof | 1'57"62  | Paige Madden | 1'58"31  | Mariia Baklakova | 1'59"00  |
| 400 m (dettagli)                | Kaersten Meitz | 4'05"80  | Linda Caponi | 4'10"53  | Sierra Schmidt | 4'11"37  |
| 800 m (dettagli)                | Waka Kobori | 8'34"30  | Irina Prikhodko | 8'37"36  | Chinatsu Sato | 8'38"19  |
| 1500 m (dettagli)               | Waka Kobori | 16'16"33 | Moesha Johnson | 16'20"00 | Molly Ann Kowal | 16'20"94 |
| Dorso                           | |          | |          | |          |
| 50 m (dettagli)                 | Silvia Scalia | 27"92    | Elise Haan | 28"02    | Calypso McDonnel | 28"25    |
| 100 m (dettagli)                | Katharine Berkoff | 59'29    | Elise Haan | 59'62    | Silvia Scalia | 1'00"43  |
| 200 m (dettagli)                | Lisa Bratton | 2'07"91  | Asia Seidt | 2'08"56  | Chloe Ann Golding | 2'09"57  |
| Rana                            | |          | |          | |          |
| 50 m (dettagli)                 | Jhennifer Alves | 30"73    | Sarah Mary Vasey | 30"81    | Chelsea Hodges | 31"13    |
| 100 m (dettagli)                | Tatjana Schoenmaker | 1'06"42  | Mai Fukasawa | 1'07"22  | Kanako Watanabe | 1'07"28  |
| 200 m (dettagli)                | Tatjana Schoenmaker | 2'22"92  | Emily Escobedo | 2'23"65  | Kanako Watanabe | 2'24"18  |
| Farfalla                        | |          | |          | |          |
| 50 m (dettagli)                 | Tayla Lovemore | 26"25    | Soma Ai | 26"38    | Jeong So-eun | 26"41    |
| 100 m (dettagli)                | Tayla Lovemore | 58"74    | Dakota Luther | 58"82    | Lisa Höpink | 58"87    |
| 200 m (dettagli)                | Dakota Luther | 2'07"92  | Olivia Carter | 2'09"05  | Sachi Mochida | 2'09"38  |
| Misti                           | |          | |          | |          |
| 200 m (dettagli)                | Alicia Wilson | 2'11"35  | Ella Eastin | 2'12"24  | Runa Imai | 2'12"25  |
| 400 m (dettagli)                | Makayla Sargent | 4'37"95  | Genevieve Pfeifer | 4'40"16  | Ilaria Cusinato | 4'40"18  |
| Staffette                       | |          | |          | |          |
| 4x100 m stile libero (dettagli) | Stati Uniti Veronica Burchill (55.39) Claire Rasmus (54.63) Catherine DeLoof (54.10) Gabby DeLoof (53.87) Claire Adams                                    | 3'37"99  | Giappone Mayuka Yamamoto (56.15) Sachi Mochida (55.60) Kanako Watanabe (55.55) Runa Imai (54.44) Aki Nishizu                | 3'41"74  | Italia Paola Biagioli (55.75) Gioelemaria Origlia (55.72) Giulia Verona (55.52) Aglaia Pezzato (54.85)                                                                                              | 3'41"84  |
| 4x200 m stile libero (dettagli) | Stati Uniti Kaersten Meitz (1:58.23) Paige Madden (1:59.33) Claire Rasmus (1:58.81) Gabby DeLoof (1:57.53) Catherine DeLoof Sierra Schmidt                | 7'53"90  | Italia Linda Caponi (1:58.97) Paola Biagioli (2:00.48) Alice Scarabelli (1:58.83) Sara Ongaro (2:01.40) Gioelemaria Origlia | 7'59"68  | Russia Mariya Baklakova (1:59.47) Irina Krivonogova (1:59.40) Irina Prikhodko (1:59.98) Elizaveta Klevanovich (2:05.00) Anastasiia Osipenko Vasilissa Buinaia Ksenia Vasilenok Aleksandra Denisenko | 8'03"85  |
| 4x100 m misti (dettagli)        | Stati Uniti Katharine Berkoff (1:00.03) Emily Escobedo (1:06.72) Dakota Luther (59.01) Gabby DeLoof (54.01) Elise Haan Veronica Burchill Catherine DeLoof | 3'59"77  | Giappone Marina Furubayashi (1:00.97) Mai Fukasawa (1:07.01) Ai Soma (58.22) Runa Imai (53.87) Kanako Watanabe              | 4'00"07  | Canada Ingrid Wilm (1:01.04) Nina Kucheran (1:08.03) Hannah Genich (59.47) Ainsley McMurray (54.78) Sophie Angus Sarah Watson                                                                       | 4'03"32  |

## Medagliere
| Pos.   | Paese         |    |    |    | Totale |
| ------ | ------------- | -- | -- | -- | ------ |
| 1      | Stati Uniti   | 19 | 12 | 9  | 40     |
| 2      | Giappone      | 6  | 7  | 7  | 20     |
| 3      | Russia        | 6  | 6  | 6  | 18     |
| 4      | Sudafrica     | 5  | 1  | 0  | 6      |
| 5      | Gran Bretagna | 2  | 2  | 2  | 6      |
| 6      | Italia        | 1  | 5  | 5  | 11     |
| 7      | Australia     | 1  | 1  | 3  | 5      |
| 8      | Brasile       | 1  | 1  | 2  | 4      |
| 9      | Svezia        | 1  | 0  | 0  | 1      |
| 10     | Germania      | 0  | 2  | 1  | 3      |
| 11     | Francia       | 0  | 1  | 0  | 1      |
| 12     | Bielorussia   | 0  | 0  | 1  | 1      |
| 12     | Canada        | 0  | 0  | 1  | 1      |
| 12     | Corea del Sud | 0  | 0  | 1  | 1      |
| 12     | Polonia       | 0  | 0  | 1  | 1      |
| 12     | Taipei Cinese | 0  | 0  | 1  | 1      |
| Totale | Totale        | 42 | 38 | 40 | 120    |